# Bleikeskjeret (Masfjorden)
Ne doit pas être confondu avec Bleikeskjeret.
Bleikeskjeret, est une île dans le landskap Sunnhordland du comté de Vestland. Elle appartient administrativement à Masfjorden.

## Géographie
Rocheuse et désertique, à fleur d'eau, elle s'étend sur environ 47 m de longueur pour une largeur approximative maximale de 26 m.